# Steuerstrafrecht (Deutschland)
Das Steuerstrafrecht ist in Deutschland eine Materie des Nebenstrafrechts und im Achten Teil der Abgabenordnung (§§ 369 ff. AO) geregelt. Es umfasst sowohl das materielle Steuerstrafrecht (Steuerdelikte) als auch das Strafverfahren bei Steuerstraftaten. Ergänzend gelten die allgemeinen Gesetze über das Strafrecht, vor allem der Allgemeine Teil des Strafgesetzbuchs (StGB).

## Systematik
Die Straf- und Bußgeldvorschriften unterscheiden in §§ 369 bis 384 AO zwischen Steuerstraftaten und Steuerordnungswidrigkeiten.

### Steuerordnungswidrigkeiten
Steuerordnungswidrigkeiten (Zollordnungswidrigkeiten) sind Zuwiderhandlungen, die nach der AO oder den Steuergesetzen mit Geldbuße geahndet werden können (§ 377 Abs. 1 AO). Zu ihnen gehören die leichtfertige Steuerverkürzung (§ 378 AO), die Steuergefährdung (§ 379 AO) und der unzulässige Erwerb von Steuererstattungs- oder Steuervergütungsansprüchen (§ 383 AO).

### Steuerstraftaten

#### Tatbestände
Steuerstraftaten (Zollstraftaten) sind gem. § 369 Abs. 1 AO:
1. Taten, die nach den Steuergesetzen strafbar sind,
2. der Bannbruch (§ 372 AO),
3. die Wertzeichenfälschung und deren Vorbereitung, soweit die Tat Steuerzeichen betrifft,
4. die Begünstigung einer Person, die eine Tat nach den Nummern 1 bis 3 begangen hat,

außerdem die Steuerhinterziehung (§ 370 AO) mit der besonderen Möglichkeit einer strafbefreienden Selbstanzeige in § 371 AO, der gewerbsmäßige, gewaltsame und bandenmäßige Schmuggel (§ 373 AO) und die Steuerhehlerei (§ 374 AO).
Einfuhr- und Ausfuhrabgaben nach Art. 5 Nr. 20 und 21 des Zollkodex der Union (für die Ein- und Ausfuhr von Waren zu entrichtenden Abgaben) sind Steuern im Sinne des § 369 AO (§ 3 Abs. 3 AO).

#### Regelungstechnik
§ 369 Abs. 1 Nr. 1 AO enthält eine Blankettverweisung in die materiellen Steuergesetze. Während beispielsweise § 26b UStG Verstöße gegen umsatzsteuerrechtliche Pflichten als Ordnungswidrigkeit mit einer Geldbuße bis zu fünfzigtausend Euro ahndet, bestraft § 26c UStG als Straftatbestand die gewerbs- oder bandenmäßige Tatbegehung mit Freiheitsstrafe bis zu fünf Jahren oder mit Geldstrafe. Für die Energiepreispauschale verweist § 121 EStG zurück in die Straf- und Bußgeldvorschriften der A0.
Die Verknüpfung des strafrechtlichen Tatbestandes mit dem besonderen Steuerrecht ist kennzeichnend für das Steuerstrafrecht, auch für den Grundtatbestand der Steuerhinterziehung (§ 370 AO). Danach macht sich wegen Steuerhinterziehung strafbar, wer über steuerlich erhebliche Tatsachen pflichtwidrig unvollständige oder unrichtige Angaben macht oder die Finanzbehörden über solche pflichtwidrig in Unkenntnis lässt (§ 370 Abs. 1 Nr. 1 und 2 AO). Ausgangspunkt einer jeden Steuerhinterziehung ist also die Abgabe einer falschen oder unvollständigen Steuererklärung oder das pflichtwidrige Unterlassen einer solchen. Was erheblich und was pflichtwidrig ist, ergibt sich aus den einzelnen Vorschriften des besonderen Steuerrechts wie etwa dem Einkommensteuergesetz (EStG) oder dem Umsatzsteuergesetz (UStG). Der Erfolg der Steuerhinterziehung besteht in einer Steuerverkürzung. Verkürzt sind Steuern, wenn sie nicht, nicht in voller Höhe oder nicht rechtzeitig festgesetzt werden (§ 370 Abs. 4 S. 1 AO). Die Höhe der Steuerschuld bzw. die Rechtzeitigkeit der Festsetzung lässt sich jedoch nur nach den einzelnen Steuergesetzen bestimmen. Es besteht kein (Bagatell-)Betrag, der verkürzt werden kann, ohne dass ein Steuerstrafverfahren eingeleitet wird. 
Die Steuerstraftaten werden im Regelfall mit einer Geldstrafe oder einer Freiheitsstrafe geahndet. Neben einer Freiheitsstrafe von mindestens einem Jahr kann das Gericht gem. § 375 AO außerdem für die Dauer von zwei bis zu fünf Jahren die Fähigkeit, öffentliche Ämter zu bekleiden, und die Fähigkeit, Rechte aus öffentlichen Wahlen zu erlangen, aberkennen (§ 45 Abs. 2 StGB) sowie bestimmte Tatmittel einziehen (§ 74a StGB).

## Ermittlungs- und Strafverfahren

### Ermittlungsverfahren
Bei dem Verdacht einer Steuerstraftat ermittelt die Finanzbehörde den Sachverhalt. Der Grund hierfür ist, dass die Finanzbehörden in Steuerstrafsachen über eine besondere Sachkunde verfügen. Finanzbehörden sind das Hauptzollamt, das Finanzamt, das Bundeszentralamt für Steuern und die Familienkasse (§ 386 Abs. 1 AO). Sachlich zuständig ist die Finanzbehörde, welche die betroffene Steuer verwaltet (§ 387 Abs. 1 AO). Wären mehrere Finanzbehörden zuständig, weil eine Person mehrerer Straftaten beschuldigt wird oder bei einer Tat mehrere Personen als Täter oder Teilnehmer beschuldigt werden,  gebührt der Vorzug der Finanzbehörde, die wegen der Tat zuerst ein Strafverfahren eingeleitet hat (§ 389, § 390 AO). 
Die Anweisungen für das Straf- und Bußgeldverfahren (Steuer) – AStBV (St) sind gleich lautende Erlasse der obersten Finanzbehörden der Länder und sollen „der einheitlichen Handhabung des Gesetzes dienen sowie die reibungslose Zusammenarbeit der zur Verfolgung von Steuerstraftaten und Steuerordnungswidrigkeiten berufenen Stellen der Finanzbehörden untereinander, mit anderen Stellen der Finanzbehörden sowie mit den Gerichten und Staatsanwaltschaften gewährleisten.“ Die Dienstvorschrift für das Straf- und Bußgeldverfahren (Aufgabenwahrnehmung und Organisation) – StraBuDV des Bundesministeriums der Finanzen (BMF) enthält Regelungen zu verfahrensrechtlichen Fragen und dem Geschäftsablauf bei der Bearbeitung steuerrechtlicher Straf- und Bußgeldverfahren durch die Bediensteten der Strafsachen- und Bußgeldstellen der Hauptzollämter, der Zollfahndungsämter und der Finanzbehörden.
Gerichte und die Behörden von Bund, Ländern und kommunalen Trägern der öffentlichen Verwaltung, die nicht Finanzbehörden sind, haben Tatsachen, die sie dienstlich erfahren und die auf eine Steuerstraftat schließen lassen, dem Bundeszentralamt für Steuern oder, soweit bekannt, den für das Steuerstrafverfahren zuständigen Finanzbehörden mitzuteilen (§ 116 AO).
Auch die Staatsanwaltschaft kann ein Ermittlungsverfahren durchführen. Der Finanzbehörde kommt dann die Rolle einer Ermittlungsperson der Staatsanwaltschaft zu (§ 402 AO). Die Funktion haben auch die Beamten der Zoll- und Steuerfahndung. Sie haben dabei dieselben Rechte und Pflichten wie die Behörden und Beamten des Polizeidienstes nach den Vorschriften der Strafprozessordnung (§ 404 AO). Erwägt die Staatsanwaltschaft, das Verfahren nach § 398, § 398a AO einzustellen, so hat sie die sonst zuständige Finanzbehörde zu hören (§ 403 Abs. 4 AO).
Abweichend von § 138 Abs. 1 StPO können außer Rechtsanwälten und Rechtslehrern an deutschen Hochschulen mit Befähigung zum Richteramt auch Steuerberater, Steuerbevollmächtigte, Wirtschaftsprüfer und vereidigte Buchprüfer zu Verteidigern gewählt werden (§ 392 AO). Das Steuerstrafrecht gehört zur Ausbildung der Fachanwälte für Steuerrecht.

### Strafverfahren
Für das Strafverfahren wegen Steuerstraftaten gelten grundsätzlich die allgemeinen Gesetze über das Strafverfahren, namentlich die Strafprozessordnung, das Gerichtsverfassungsgesetz und das Jugendgerichtsgesetz (§ 385 Abs. 1 AO).
Strafsachen wegen Steuerstraftaten sollen beim Amtsgericht einer bestimmten Abteilung zugewiesen werden (§ 391 Abs. 3 AO). Für Straftaten nach dem Finanzmonopol-, Steuer- und Zollrecht ohne Steuerstraftaten, welche die Kraftfahrzeugsteuer betreffen, sind bei den Landgerichten gem. § 74c Abs. 1 Satz 1 Nr. 3 GVG Wirtschaftsstrafkammern zuständig.
Im Strafbefehlsverfahren und in der Hauptverhandlung sind die Finanzbehörden beteiligt (§ 406, § 407 AO).